# Matteo Moschetti
Matteo Moschetti (* 14. August 1996 in Mailand) ist ein italienischer Radrennfahrer.

## Sportliche Laufbahn
Matteo Moschetti begann seine sportliche Laufbahn mit Fußball, bis er – gegen den Willen seiner Eltern – mit dem Radsport begann. Zunächst betrieb er beide Sportarten, bis er sich mit etwa 14 Jahren endgültig für den Radsport entschied.
Seine ersten Erfolge im Radsport hatte Moschetti auf der Bahn. 2014 wurde er italienischer Meister in der Mannschaftsverfolgung, in der Einerverfolgung belegte er Platz zwei.
2017 errang Moschetti den nationalen U23-Titel im Straßenrennen, anschließend erhielt er einen Vertrag als Stagiaire beim UCI WorldTeam Trek-Segafredo. 2018 fuhr er für das UCI Continental Team Polartec-Kometa, dem von Alberto Contador und Ivan Basso geleiteten Developmentteam von Trek Segafredo. In diesem Jahr errang er mehrere Etappenerfolge, etwa bei der Tour de Normandie und der Burgos-Rundfahrt, und als Mitglied der italienischen Nationalmannschaft gewann er die ZLM Tour.
Zum Ende der Saison 2018 fuhr Moschetti erneut Stagiaire für Trek-Segafredo und erhielt dort ab der Saison 2019 einen regulären Vertrag. 2019 startete er bei seinem ersten Giro d’Italia, den er aber nicht beendete. Ab der Saison 2020 konnte er jedes Jahr mindestens ein Rennen für sich entscheiden, zuletzt eine Etappe bei der Valencia-Rundfahrt 2022.
Nach vier Jahren beim Team verließ Moschetti zur Saison 2023 das Team und wurde Mitglied im Q36.5 Pro Cycling Team. Den ersten Erfolg für sein neues Team erzielte er bei der Clásica de Almería 2023. Weiters gewann er in jenem Jahr den Grand Prix d’Isbergues, ehe er nach einer sieglosen Saison eine Etappe der AlUla Tour für sich entschied. Zudem setzte er sich im März auch beim Grand Prix Criquielion durch. Nachdem er auch bei der Griechenland-Rundfahrt zwei Etappen gewonnen hatte, belegte er hinter Tim Merlier und Jasper Philipsen den dritten Platz beim Scheldeprijs.

## Erfolge

### Straße
2017
- Italienischer U23-Meister – Straßenrennen

2018
- eine Etappe Tour de Hongrie
- eine Etappe Burgos-Rundfahrt
- ZLM Tour
- zwei Etappen Tour de Normandie
- eine Etappe International Tour of Rhodes
- International Rhodes Grand Prix
- zwei Etappen und Punktewertung Tour of Antalya

2020
- Trofeo Felanitx-Ses Salines-Campos-Porreres
- Trofeo Palma

2021
- Per sempre Alfredo

2022
- eine Etappe Valencia-Rundfahrt

2023
- Clásica de Almería
- Grand Prix d’Isbergues

2025
- eine Etappe Alula Tour
- Grand Prix Criquielion
- zwei Etappen Griechenland-Rundfahrt
- eine Etappe Vuelta a Burgos

### Bahn
2014
- Italienischer Junioren-Meister – Mannschaftsverfolgung (mit Giovanni Pedretti, Imerio Cima und Giacomo Garavaglia)

## Grand-Tour-Platzierungen
| Grand Tour            | 2019 | 2020 | 2021 | 2022 | 2023 | 2024 |
| --------------------- | ---- | ---- | ---- | ---- | ---- | ---- |
| Giro d’ItaliaGiro     | DNF  | –    | 141  | –    | –    | –    |
| Tour de FranceTour    | –    | –    | –    | –    | –    | –    |
| Vuelta a EspañaVuelta | –    | DNF  | –    | –    | –    | –    |